# Alemandra (California)
Alemandra es un área no incorporada ubicada en el condado de Sutter en el estado estadounidense de California.

## Geografía
Alemandra se encuentra ubicada en las coordenadas 39°8′56″N 121°41′17″O / 39.14889, -121.68806.